# Vittofsad näshornsfågel
Vittofsad näshornsfågel (Berenicornis comatus) är en fågelart som först beskrevs av Thomas Stamford Raffles 1822 och som ingår i familjen näshornsfåglar.

## Utseende och läte
Vittofsad näshornsfågel är en stor (75–80 cm) medlem av familjen med högrest spretig tofs på huvudset, svart på rygg och lår, en lång, avsmalnad stjärt och vita spetsar på svarta vingar. Hanen är vit på huvud, tofs, hals och undersida. Näbben är svart med gulaktig anstrykning längst in. Den för familjen unika kasken på näbben är rätt låg och svartaktig. Runt ögat och på strupen syns blå bar hud. Honan har också vit tofs, men ansikte, hals och hela kroppen är svart.
Lätet består av en serie ugglelika hoanden som inleds med några enkla ljud och avslutas med mer rytmiska trestaviga fraser: ”hooo..hooo..hooo..whu-hu-hooo..whu-hu-hooo...”.

## Utbredning och status
Fågeln förekommer i allra sydligaste Myanmar, på Malackahalvön, Sumatra och Borneo. Inga underarter finns listade.

## Levnadssätt
Vittofsad näshornsfågel hittas framför allt i låglänt ursprunglig städsegrön skog, men kan också ses i intilliggande plantage och tät ungskog. Den uppträder vanligen under 900 meters höjd, men har påträffats upp till 1680 meter. En stor del av födan är animalisk, bestående av insekter, ormar, ödlor och småfåglar. Den tar också olika sorters frukt. Fågeln ses födosöka i täta klängväxter, ofta nära marken.

### Häckning
Fågeln lever kollektivt i grupper om tre till åtta fåglar som håller kontakt med mjuka kuttrande läten. Bara den dominanta honan häckar och jagar bort andra honor i gruppen. Honan lägger två ägg, men vanligen överlever endast en unge.

## Status och hot
Arten tros minska mycket kraftigt i antal på grund av skogsavverkningar och jakt. Internationella naturvårdsunionen IUCN kategoriserar den globalt som starkt hotad.

## Bildgalleri

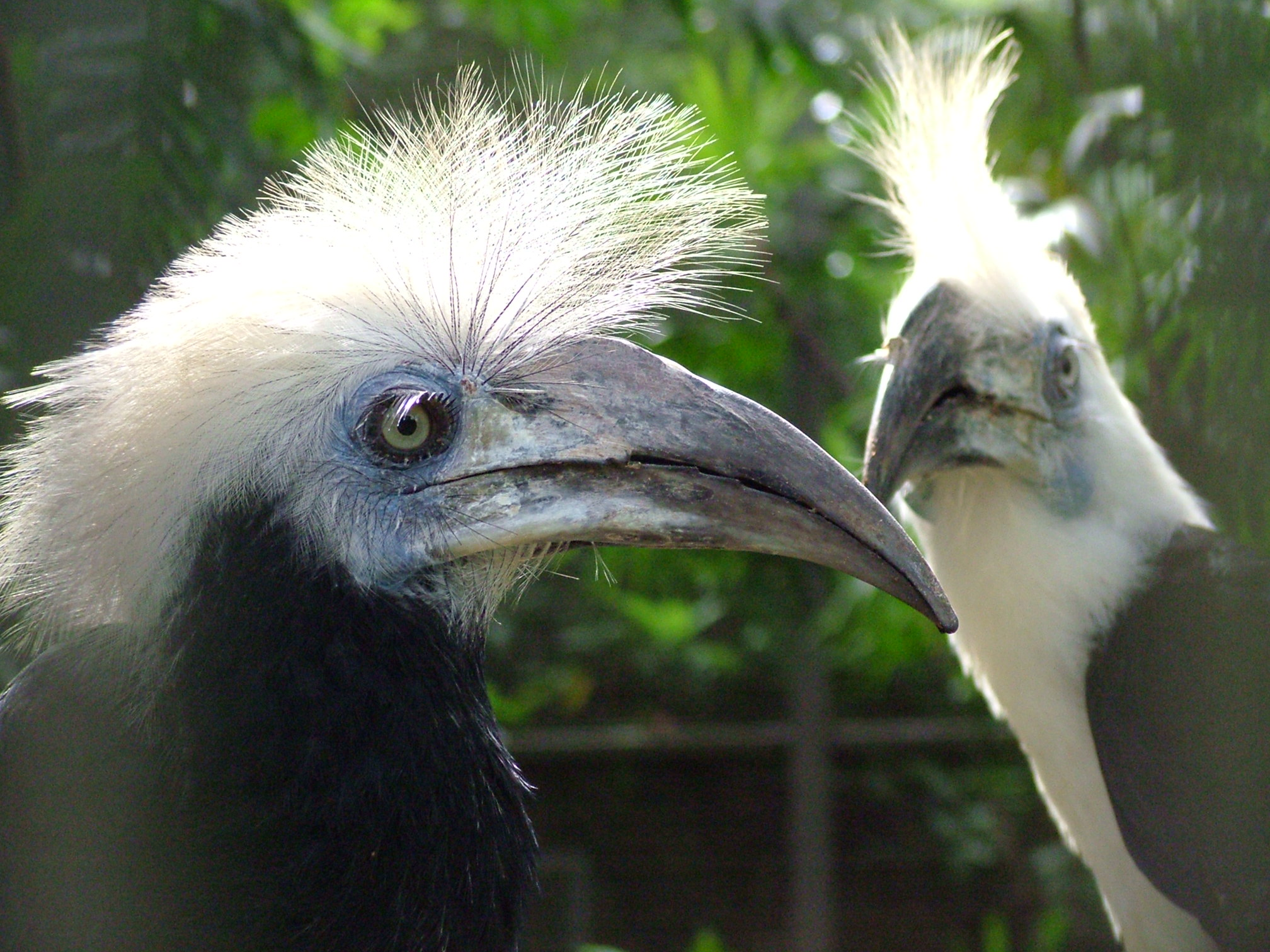
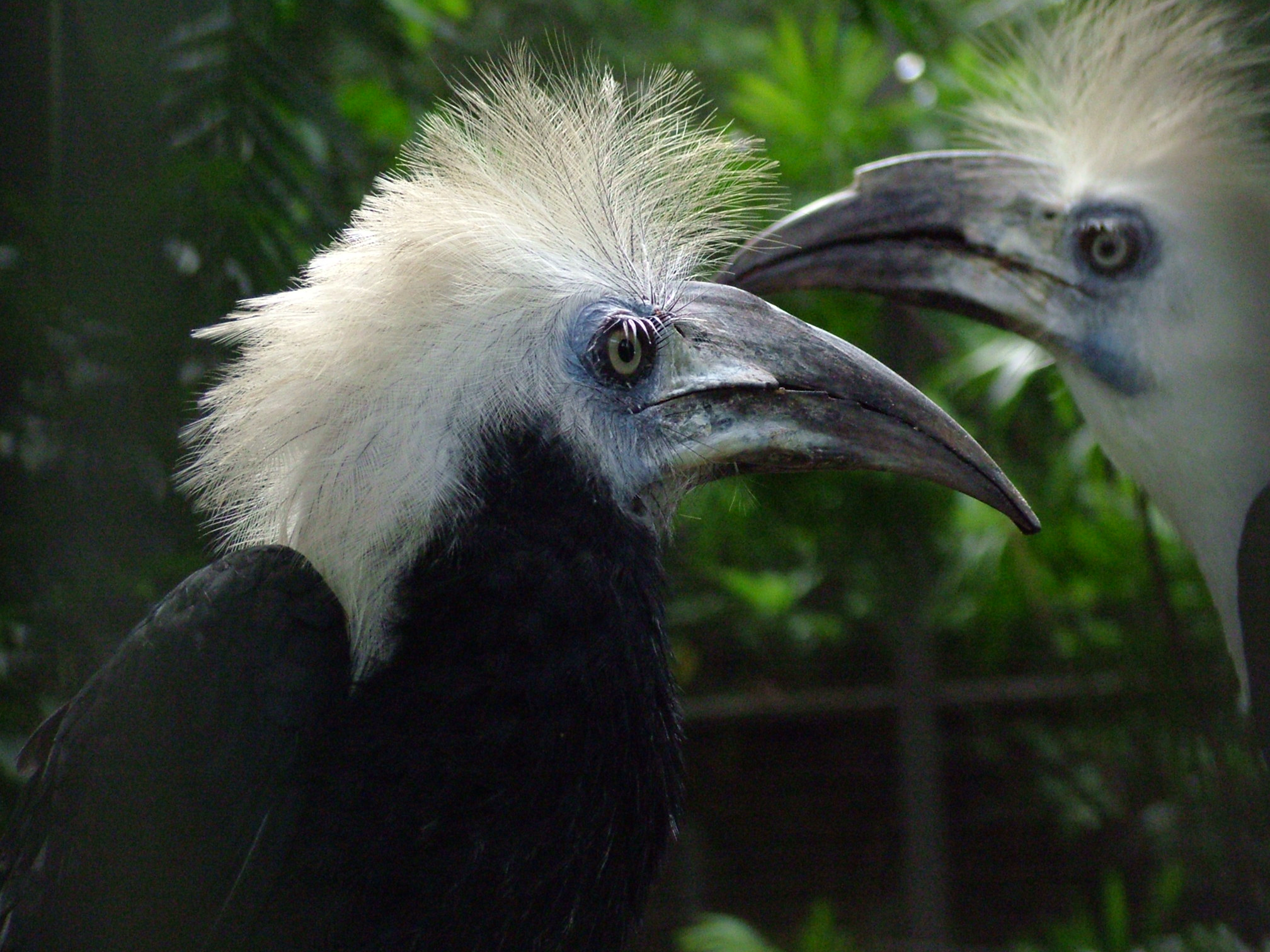
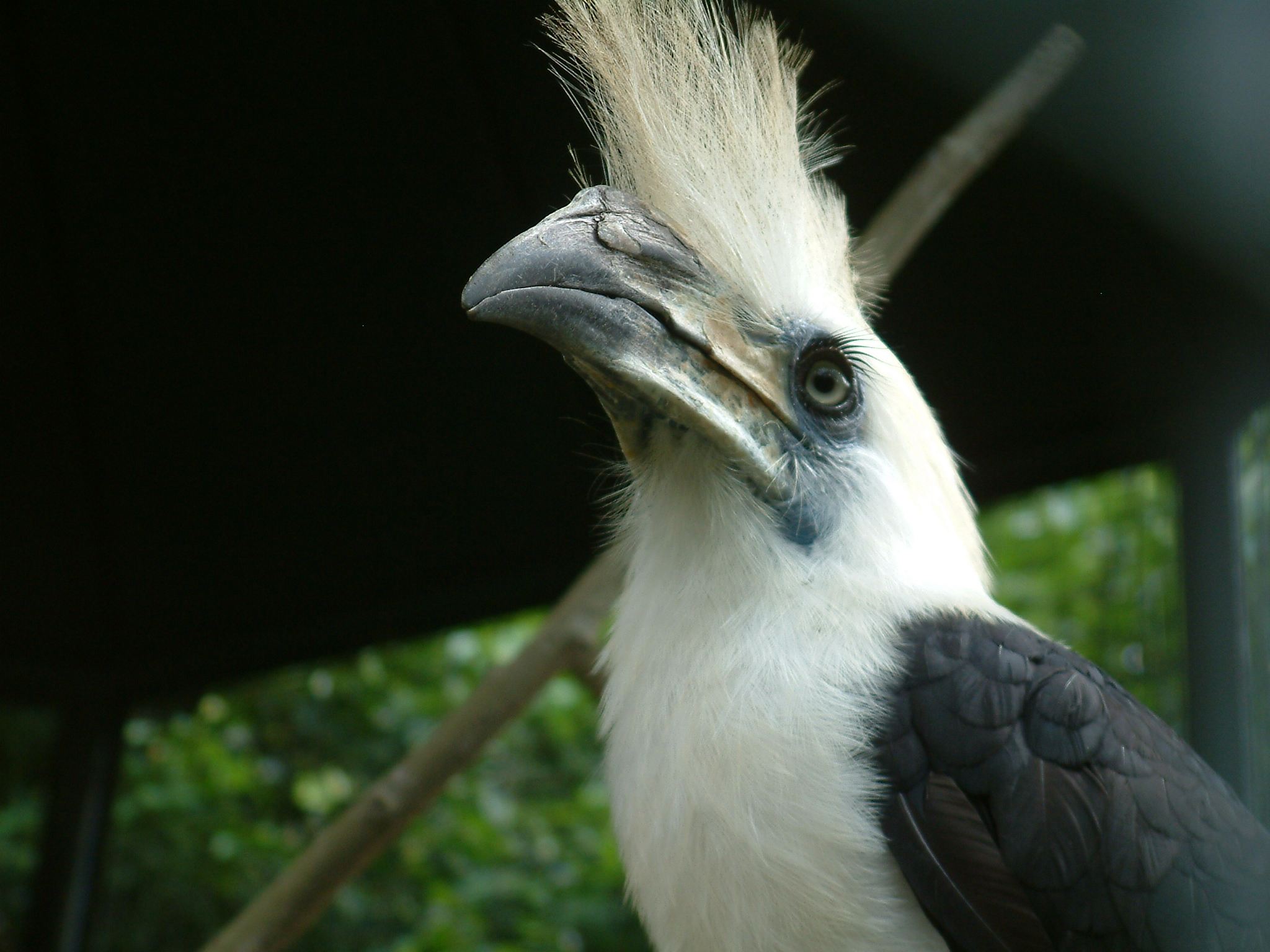